# Bach Goynuk
Bach Goynuk est un village de la région de Şəki en Azerbaïdjan.

## Géographie
Le village de Bach Goynuk de la région de Şəki est situé dans la circonscription administrative du village de Bach Goynuk.

## Économie
La principale occupation de la population du village est l'agriculture, la sériciculture et la culture du tabac.

## Population
Selon les statistiques de 2009, la population du village est de 13260 personnes.